# Sari Mulyo
Sari Mulyo is een bestuurslaag in het regentschap Seluma van de provincie Bengkulu, Indonesië. Sari Mulyo telt 1640 inwoners (volkstelling 2010).